# 사천 김씨
사천 김씨(泗川 金氏)는 한국의 성씨이다.

## 성씨와 역사
사천 김씨 시조 김부(金阜)는 신라 경순왕(敬順王)의 후손으로 고려 명장이며 구 안동 김씨(舊 安東 金氏) 시조 김방경(金方慶)의 5세손이다. 《정유보(丁酉譜)》에 의하면 사천 김씨의 옛 관향은 안동이었는데, 김방경의 현손인 김제안(金齊顔)이 고려 말에 판도판서(判圖判書)로 신돈을 제거하려다 실패하여 살해되었고, 그의 아들 김부는 사성(泗城, 지금 사천)으로 유배갔다가 1377년(우왕 3) 삼남지방에 왜구가 출몰하자 의병을 일으켜 대파하였다. 즉 정사왜구(丁巳倭寇)의 난 때 큰 공을 세워 공양왕이 사성대원군(泗城大院君)에 봉하였다. 후손들이 그를 시조로 삼고 구 안동 김씨에서 분적하여 사천(泗川)을 본관으로 하여 세계를 이어오고 있다고 한다.
분적종 및 분파 사천 김씨는 구 안동 김씨(舊 安東 金氏)에서 분적한 성씨이다.
파명(派名)을 살펴보면, 사헌공유무파(司憲公有武派), 판서공만서파(判書公晩緖派), 사헌공육세손주몽파(司憲公六世孫周夢派)를 비롯하여 13세손 상관파(相寬派), 상준파(相俊派), 상정-응서파(相禎-應瑞派), 응두파(應斗派), 응당파(應塘派), 응한파(應漢派), 진-빈-경(璡-彬-璟), 종(琮), 근(瑾), 유파(瑜派)로 나뉘고, 판서공육세손선홍파(判書公六世孫善弘派)를 비롯하여 선일(善一), 선길(善吉), 귀(貴), 우정(禹亭), 세필(世弼), 명진(鳴震), 명길(鳴吉), 명섭(鳴燮), 원길(元吉), 귀인(貴仁), 귀운(貴運), 귀령(貴寧)과 13세손 인준(仁俊), 인철(仁哲), 인화(仁化), 기수(基洙), 준수(俊洙), 철수(哲洙), 덕조파(德祚派)로 각각 나뉘었다.